# Шайменский
Шайменский — поселок в Павинском районе Костромской области. Входит в состав Павинского сельского поселения

## География
Находится в северо-восточной части Костромской области на расстоянии приблизительно 25 км на юг по прямой от села Павино, административного центра района на правом берегу реки Ветлуга.

## История
Поселок был образован в 1967 году при объединении починка Шайменского и Хорошевского лесопункта. До войны на этом месте был починок Шайменский из 11 домов (колхоз им. Крупской). По соседству, в деревне Крутая Гора была сплавная, заготконтора, лесничество (колхоз «Стахановец». В 1937 году в Крутой Горе образовался лесозаготовительный участок. Основные работы исполняли сезонные рабочие-колхозники из ближайших деревень. С 1949 года посёлок стал расти, был организован мехлесопункт. На берегу реки Шайма построили кирпичный завод, чурочный завод, где делали чурочки для двигателей тракторов и газогенераторных автомобилей. С 1973 года посёлок вошел в состав Павинского района. До 2019 года был административным центром Крутогорского сельского поселения до его упразднения.

## Население
Численность постоянного населения составляла 494 человека в 2002 году (русские 97 %), 191 в 2022.